# Catherine Peyge
Catherine Peyge est une femme politique française, née le 8 octobre 1959 à Marignac dans la Haute-Garonne, maire de Bobigny (préfecture de la Seine-Saint-Denis) de septembre 2006 à avril 2014.

## Biographie
Elle passe son enfance dans le village haut-garonnais de Marignac, un « petit trou perdu » dira-t-elle plus tard. Son père est chocolatier et sa mère assistante médicale. Elle commence son engagement militant en rejoignant la Jeunesse ouvrière chrétienne (JOC),. En 1980, elle adhère au  Parti communiste français (PCF). Parallèlement, après des études de géographie à l’université de Toulouse, elle rentre à l’Éducation nationale. Mutée en région parisienne en 1986, elle y enseigne les lettres et l'histoire en lycée professionnel à Noisy-le-Sec.

## Engagement municipal
En 1995, elle est élue conseillère municipale PCF de Bobigny et prend en charge la santé, supervisant les organismes municipaux qui la gèrent. 
Après les élections de 2001, sur proposition du maire, Bernard Birsinger, le conseil municipal l’élit au poste de première adjointe déléguée aux questions financières et à la jeunesse. À une époque encore assez peu paritaire, elle est la première femme à s'installer dans un bureau de première adjointe à Bobigny.
En août 2006, Bernard Birsinger décède brutalement lors d’une réunion publique en province. Pour la succession, le conseil municipal choisit Catherine Peyge, qui devient ainsi, selon sa biographie officielle, la première femme maire de Bobigny et une des rares femmes maires d’une commune de plus de 20 000 habitants,.
Le soir-même de son élection au poste de maire, elle signe un arrêté s’opposant à toute expulsion locative dans sa commune, arguant du fait que « les expulsions et les dégâts humains qu'elles provoquent coûtent infiniment plus cher qu'un maintien dans les lieux, avec un accompagnement social adapté ».  
Lors des élections municipales de 2008, elle conduit une liste rassemblant communistes, socialistes, chevénementistes, écologistes de gauche et représentants de la société civile. Elle est élue dès le premier tour avec 54,8 % des voix. 
Sous sa direction, la municipalité prend une initiative concernant la jeunesse : le « Contrat de réussite solidaire ». Ces projets sélectionnés par une commission constituée d’élus de la ville, d’enseignants et de chefs d’entreprises sont très divers. En contrepartie de cette aide, le jeune signataire s’engage à donner de son temps et de ses capacités au service de la communauté balbynienne.
Catherine Peyge suscite l'incompréhension de l'Union des associations musulmanes de Seine-Saint-Denis en refusant, lors du conseil municipal du 1er avril 2010, l'observation d’une minute de silence à la demande de la famille, d'amis, d'employés de Batkor ainsi que de Balbyniens souhaitant rendre hommage à Saïd Bourarach, agent de sécurité découvert noyé dans le canal de l'Ourcq, à la suite d'une altercation avec un client. Selon la journaliste Caroline Fourest, « vouloir transformer toute altercation entre un juif et un Arabe en affaire politique » est, dans cette affaire, le souhait de « groupes victimaires ».
En janvier 2011, Catherine Peyge, en tant que maire, signe un protocole de partenariat avec la SNCF en vue de la réhabilitation du site de départ des convois de déportés du camp de Drancy pour en faire un lieu de mémoire. Avec Anne Bourbon (chef de projet) et Annette Viel (muséologue conseil), elle avait présenté le projet au 16e symposium de l'ICOMOS qui s'était tenu à Québec au Canada du 29 septembre au 4 octobre 2008.
Même si Bobigny ne se réjouit pas d'avoir des camps de Roms sur son territoire, Catherine Peyge défend les droits des Roms conformément aux lois et circulaires de la République française : scolarité obligatoire des enfants, droits  des citoyens européens qui ont tous une nationalité, coopération avec les pays d’origine, application de la circulaire du 26 août 2012 prévoyant un travail en amont avec les populations expulsables,. 
Jugée trop distante et moins à l'aise avec les habitants que son prédécesseur, elle ne parvient pas à assurer durablement sa popularité malgré la rénovation du centre-ville, les chantiers de la cité Karl-Marx et un bilan de 2 500 logements construits,. 
Lors de la campagne municipale de mars 2014, qui l'oppose à l'UDI Stéphane de Paoli, elle déclare qu'« elle n’imagine pas que », lorsqu'il « dénonce le « tout pour les Roms » supposé de la mairie, il trouve un écho chez une partie de ses concitoyens ».
À l'issue du premier tour, les résultats sont un choc : avec 44 % des voix, Stéphane de Paoli, le candidat UMP-UDI, encore inconnu deux ans plus tôt, arrive en tête tandis que Catherine Peyge recueille à peine plus de 40 % des voix, soit une chute de 14 points par rapport à 2008 ; 13 000 électeurs ne se sont pas déplacés. 
Le 30 mars 2014, Catherine Peyge est battue aux élections municipales par Stéphane De Paoli soutenu par l'UDI, parti du député de la circonscription Jean-Christophe Lagarde, et l’UMP. 
Lors de l’installation du nouveau conseil municipal et du nouveau maire, elle n’est pas présente. Elle a annoncé aux militants communistes de Bobigny qu'elle ne siègera pas au conseil municipal, mettant ainsi un terme à sa carrière politique et retournant de ce fait, à l'âge de 55 ans, à son administration initiale, l'Éducation nationale. 
De 1920 à 2014 (soit 95 ans durant), Bobigny avait élu exclusivement des maires communistes.

## Engagement militant
En février 2013, elle rencontre, à Mahanoy en Pennsylvanie (États-Unis), le prisonnier politique américain Mumia Abu-Jamal, après l'inauguration par la municipalité de Bobigny, en octobre 2012, d'une rue au nom de l'ancien militant et journaliste des Black Panthers,.

## Autres fonctions
D'avril 2008 à avril 2014, Catherine Peyge est présidente du Syndicat intercommunal de la périphérie de Paris pour l'électricité et les réseaux de communication (SIPPEREC), établissement public qui gère les questions d’énergie et de communication de 80 communes représentant plus de 3 millions d’habitants. En juillet 2013, elle dénonce les fortes hausses des tarifs de l'électricité depuis 10 ans, y voyant la source d'une précarité énergétique accrue pour les populations dans certaines communes, dont Bobigny.
De janvier 2010 à avril 2014, Catherine Peyge est vice-présidence d’Est Ensemble, la communauté d’agglomération de l’est-parisien regroupant les villes de Bagnolet, Bobigny, Bondy, Les Lilas, Le Pré-Saint-Gervais, Montreuil, Noisy-le-Sec, Pantin et Romainville. Elle y est chargée des ressources humaines.
En 2008, elle est mandatée comme experte au sein de l'ONU-Habitat, un comité du programme des Nations unies de lutte contre les expulsions locatives forcées.
En juin 2010, lors de son 35e congrès, Catherine Peyge est élue à la direction nationale du PCF, devenant membre du comité exécutif avec pour mission de promouvoir les luttes pour un service public du logement qui assure un toit à tous. Elle est, selon ses déclarations, responsable du collectif « Droit à la ville, logement » du PCF.
Catherine Peyge est également rapporteuse de la commission Cohésion sociale de l'Association des maires de France.